# Scheepslift

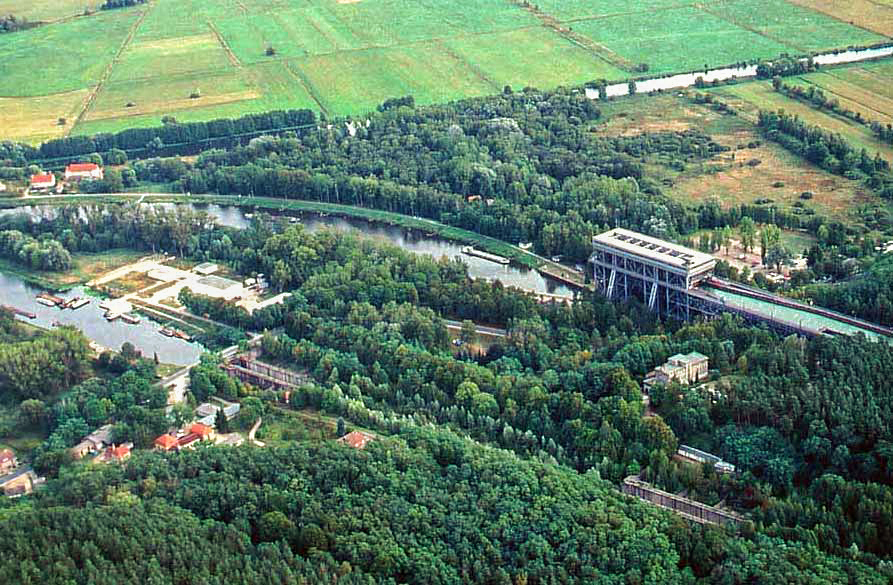
Scheepslift Niederfinow

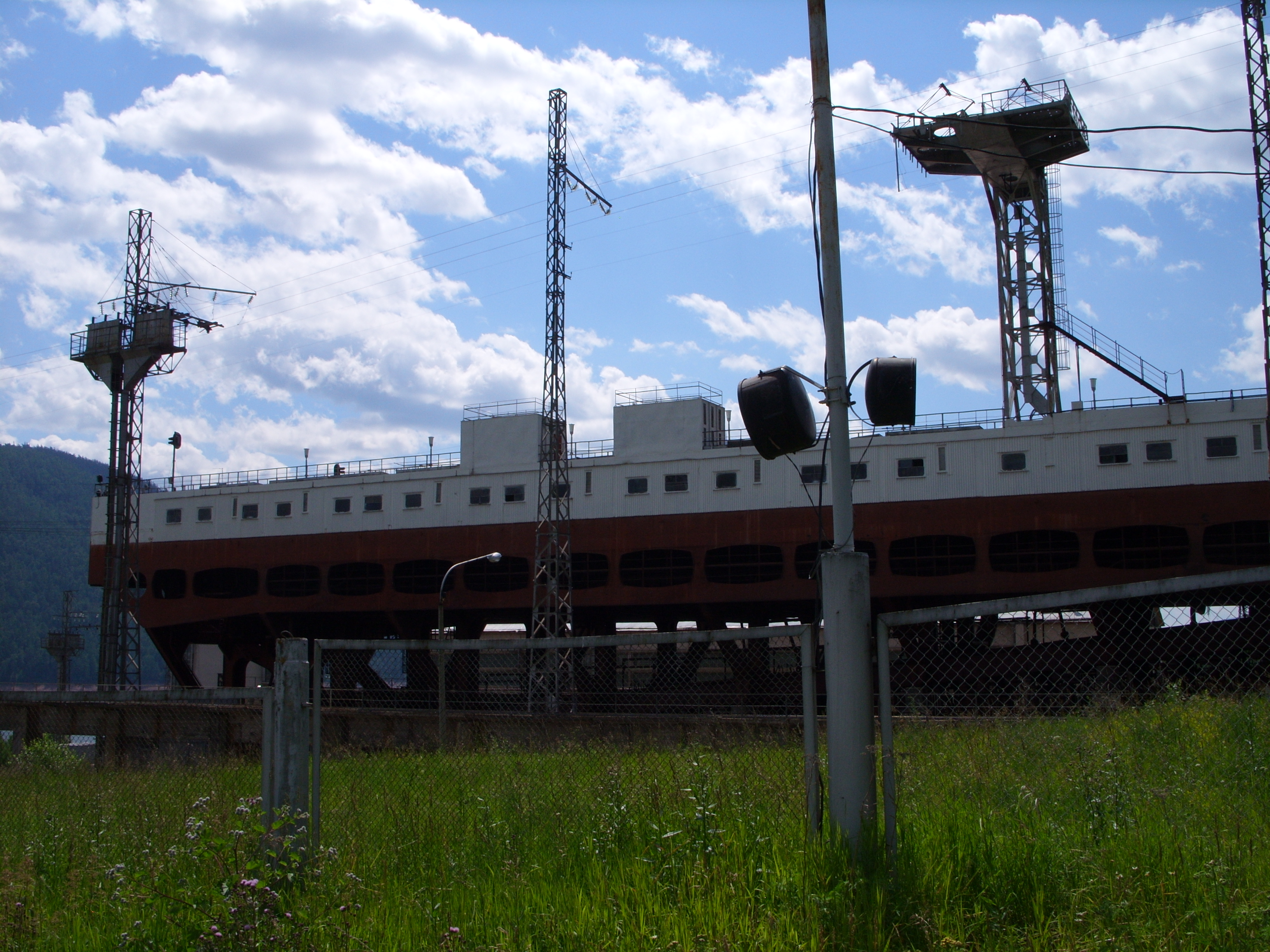
Scheepslift Stuwdam van Krasnojarsk

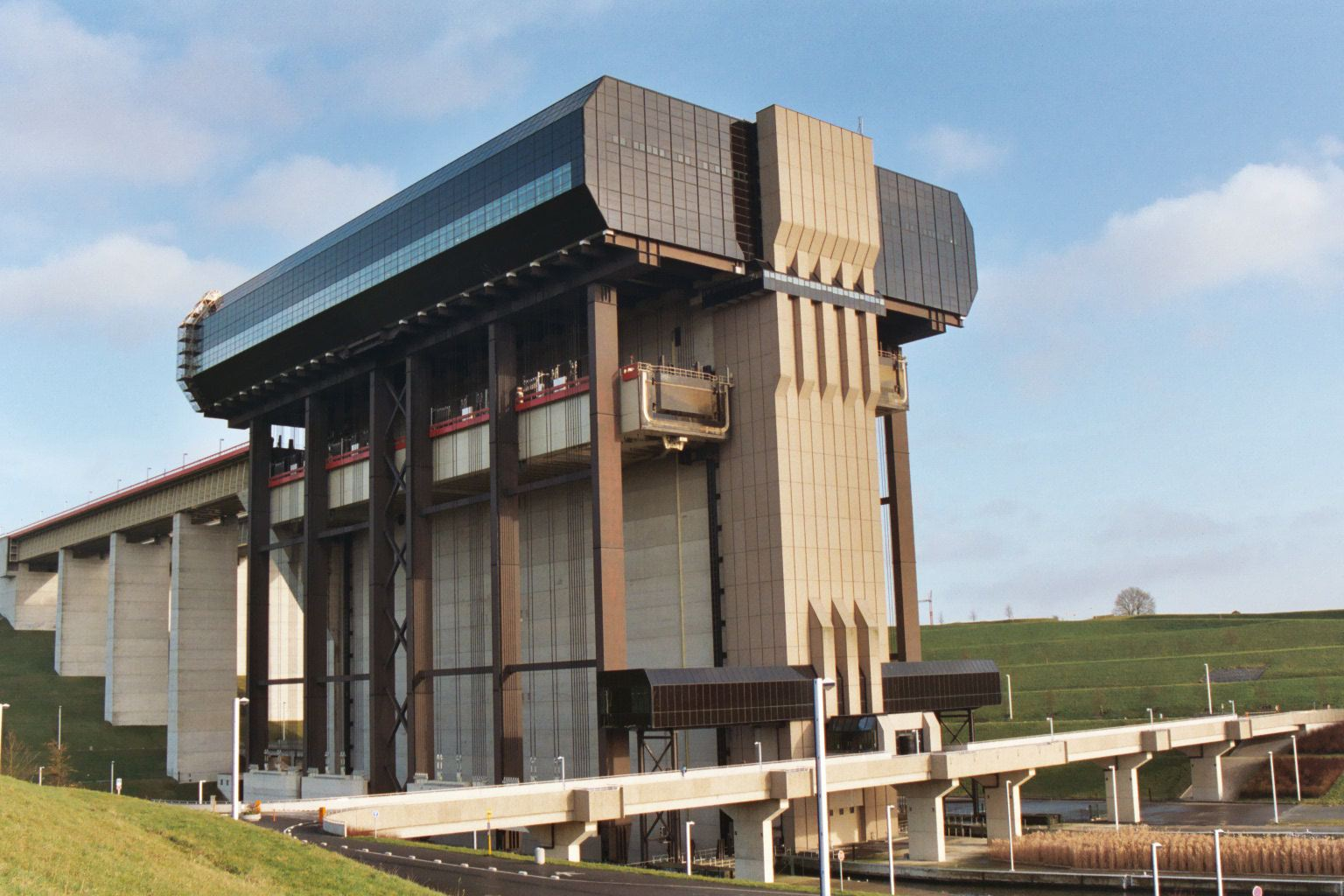
Scheepslift van Strépy-Thieu

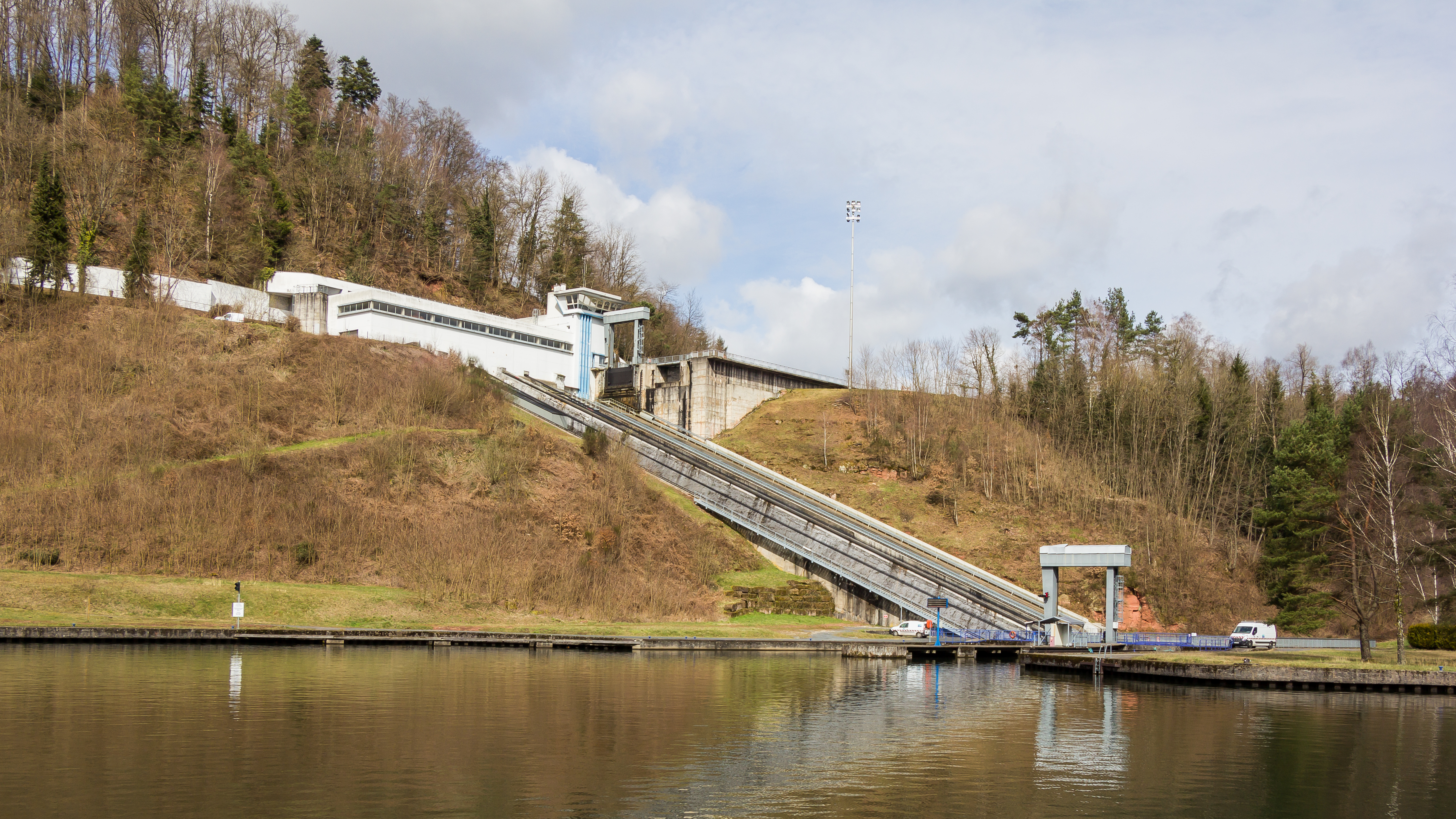
Hellend vlak Arzviller

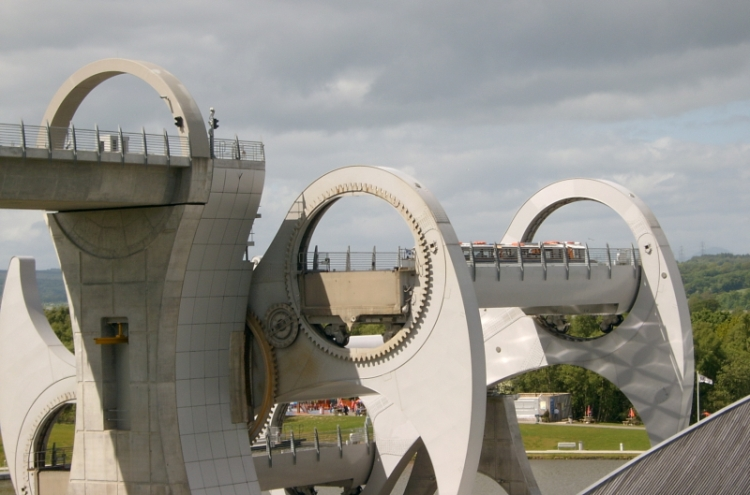
Scheepslift Falkirk-wiel

Een scheepslift is een mechanische constructie die een bak water waar een schip in geplaatst kan worden, verticaal kan verplaatsen. Het schip kan zo naar een hoger of lager niveau in een kanaal getild worden. Scheepsliften kunnen in één keer een veel groter verval aan dan schutsluizen, waardoor er met scheepsliften behoorlijk wat tijdwinst gemaakt kan worden. In tegenstelling tot een schepenlift en een scheepskameel verplaatst een scheepslift niet alleen het schip maar ook de bak met water waarin het schip ligt.
Ook worden de waterverliezen van het bovenste waterpand beperkt. Het hoge gewicht van de te transporteren waterbak en de vele mechanische onderdelen van de lift zorgen ervoor dat een scheepslift heel wat onderhoud vergt.

## De werking van een scheepslift
Er bestaan verschillende soorten scheepsliften waaronder die waarbij twee bakken met water elkaar in evenwicht houden en die waarbij een bak met water door een tegengewicht in evenwicht wordt gehouden.
Bij de eerste soort behoren de hydraulische scheepsliften (Anderton (UK), La Louvière (B), Les Fontinettes (F), Peterborough en Kirkfield (CAN)) en ook een recent type dat in Falkirk (UK) werd gebouwd. Bij deze liften laat men de bak die naar boven wordt gebracht net voor deze het niveau van het kanaal bereikt stoppen en vullen, terwijl de bak onderaan op hetzelfde ogenblik net even boven het lager gelegen kanaalniveau wordt gestopt. Uit de onderste bak laat men het water lopen tot het niveau in de bak en het kanaal geëgaliseerd zijn. Op die wijze is de bovenste bak iets zwaarder dan de onderste bak en kan de bovenste bak bij de volgende beweging de onderste bak naar boven duwen. Het hele mechanisme put de nodige energie enkel uit de potentiële energie van het water en maakt geen gebruik van elektriciteit of een andere externe energiebron.
Bij de tweede soort hangt aan de ene kant een grote bak met water. Aan de andere kant hangt een gewicht met een massa die gelijk is aan die van de bak met het water. Beiden zijn met elkaar verbonden door middel van een kabel en een katrol, zodat de twee onderdelen in elke toestand met elkaar in evenwicht zijn. Er is dan maar een relatief kleine kracht nodig om het geheel in beweging te zetten.
Bij een variant hiervan stopt de bak boven bijvoorbeeld 10 cm te laag en beneden eenzelfde afstand te hoog. Boven stroomt er dus wat water uit het kanaal in de bak, en beneden stroomt wat water uit de bak in het kanaal. Als de bak daalt, is hij daardoor iets (in dit voorbeeld 20 cm) voller en dus ook zwaarder dan het tegengewicht. Als de bak stijgt, is dit net andersom. Het is dus de zwaartekracht die in beide gevallen de bak in beweging zet. Een remsysteem beperkt de snelheid. Dit systeem wordt o.a. gebruikt bij Arzviller en Ronquières.
Wanneer een vaartuig komt binnenvaren, zorgt dat vaartuig ervoor dat er water uit de bak loopt, en wel zoveel als dat vaartuig weegt (Wet van Archimedes). Het totale gewicht blijft dus onveranderd.
De vaartuigen in een scheepslift maken ofwel een verticale op- en neergaande beweging zoals bij de Scheepsliften bij La Louvière, een roterende beweging zoals bij het Falkirk-wiel of bewegen zich in een schuin opgesteld vlak, zoals in Ronquières en dat van Arzviller. In dat laatste geval spreekt men over een hellend vlak.

## Overzicht scheepsliften

### Europa

#### België
- Bij het Waalse La Louvière in de provincie Henegouwen liggen vier scheepsliften dicht bij elkaar in het Centrumkanaal (verbindt het Maasbekken met het Scheldebekken). Inmiddels zijn deze 4 liften die tussen 1888 en 1917 werden gebouwd, toegevoegd aan de Werelderfgoedlijst van de UNESCO.
- Een andere scheepslift is de Scheepslift van Strépy-Thieu. Omdat het oude Centrumkanaal en vooral de liften slechts schepen tot 350 ton aankonden, besliste men in 1977 in het kader van de uitbouw van het kanaal voor schepen tot 1.350 ton een omleidingskanaal te graven met een grote scheepslift die het verval van 73,15 meter in een keer zou overbruggen. Als men het over het begrip Grote nutteloze werken of Grands travaux inutiles heeft, wordt meestal dit bouwsel als voorbeeld gegeven. Dit omdat het nut van de scheepslift onduidelijk was/is: Door de sluiting van de mijnen en grote fabrieken was het scheepsverkeer behoorlijk afgenomen, terwijl het project meer dan viermaal de geplande kosten overschreed (625 mln euro in plaats van 150 mln). Eind 2002 echter voer dan toch het eerste schip door de lift.
- Het Hellend vlak van Ronquières (1968) op het Kanaal Charleroi-Brussel.

#### Duitsland
- Twee liften bij Henrichenburg in het Dortmund-Eemskanaal. De nieuwe lift uit 1962 vervangt de oudste Duitse Scheepslift Henrichenburg uit 1899 die ondertussen buiten gebruik is gesteld.
- Scheepslift bij Niederfinow. Deze lift uit 1934 is de oudste nog werkende scheepslift van Duitsland in het Oder-Havel-kanaal. Een hoogte van 36 m wordt overbrugd.
- Bij Rothensee (Maagdenburg) in het Mittellandkanaal (1938)
- Bij Scharnebeck in het Elbe-Seitenkanaal (1975)

#### Frankrijk
- Bij Arzviller, een hellend vlak met een verval van 45 m, in het Marne-Rijnkanaal
- Bij Arques, Scheepslift van Fontinettes de oudste Franse scheepslift, sedert 1967 buiten gebruik en vervangen door een sluis.
- Hellend vlak van Montech bij Montech, hellend vlak op het Garonne Kanaal
- Hellend vlak van Fonserannes in het Canal du Midi, buiten gebruik

#### Groot-Brittannië
- Bij Anderton, verbindt het Trent and Mersey Canal met de Weaver, oudste scheepslift ter wereld, terug in gebruik sedert 2002
- Het Falkirk-wiel bij Falkirk, verbindt het Forth and Clyde Canal met het Union Canal in Schotland

#### Nederland
De voor Nederland belangrijkste scheepslift is gesitueerd in Broekerhaven bij Bovenkarspel De lift is gebouwd in 1923 en hijst de schepen ongeveer 2,5 meter omhoog. In 1993 is de overhaal geheel gerestaureerd en hij kan nog altijd 11 ton tillen.

### Elders

#### Canada
- Bij Peterborough in het Trent-Severn-Waterway, Ontario
- Bij Kirkfield in het Trent-Severn-Waterway, Ontario
- Big Chute Marine Railway, een hellend vlak in het Trent-Severn-Waterway, Ontario

#### Rusland
- Bij de Stuwdam van Krasnojarsk bij Divnogorsk in de Jenisej bij het Stuwmeer van Krasnojarsk in Midden-Siberië. Met 118 meter was dit de grootste scheepslift ter wereld bij oplevering in 1982.

#### China
- Bij de Drieklovendam is een scheepslift met een capaciteit van 3.000 ton gebouwd voor met name kleine schepen. Met de lift wordt een hoogteverschil van 113 meter overbrugd. Voor grotere schepen zijn naast de stuwdam tweemaal vijf sluiskolken aangelegd.